# 색슨인
색슨인(라틴어: Saxones, 독일어: Sachsen, 고대 영어: Seaxan, 고대 작센어: Sahson, 저지 독일어: Sassen, 네덜란드어: Saksen)은 게르만족의 일파로, 민족의 명칭은 이들이 살던 지역인 삭소니아(영어: Old Saxon, 라틴어: Saxonia)에서 유래한 것으로, 삭소니아는 오늘날 독일인 게르마니아 지방 중 북해 연안의 땅을 가리킨다. 로마 제국 말기에 색슨인은 바이킹과 유사하게 게르만 해안의 급습자들을 일컫는 용어였다. 색슨인의 기원에 대해서는 여러 가지 설이 있는데, 카롤링거 시대에는 색슨인들이 정착한 독일 북해 연안 또는 그 근처에 있다고 추정되며 메로빙거 시대에는 노르망디 지역에서 활동한 것으로 추정된다.